# 14121 Stüwe
14121 Stüwe là một tiểu hành tinh vành đai chính với chu kỳ quỹ đạo là 1216.5961559 ngày (3.33 năm).
Nó được phát hiện ngày 27 tháng 8 năm 1998.